# Norbert Tóth (cestista)
Norbert Peter Tóth (Budapest, 4 settembre 1986) è un ex cestista ungherese.

## Carriera
Con l'Ungheria ha disputato i Campionati europei del 2017.

## Palmarès
- Campionati ungheresi: 1

Szolnoki Olaj: 2019
- Coppa d'Ungheria: 2

PVSK Panthers: 2009
Körmend: 2016